# Medimno
Un medimno (en griego antiguo: μέδιμνος, médimnos, plural μεδίμνοι, medímnoi) era la unidad de medida de volumen arcaica de la Antigua Grecia para la materia seca.

## Descripción
El medimno era una unidad de medida de volumen para los áridos, cuyo valor absoluto variaba de una localidad a otra, como de hecho fue el caso para todas las unidades del mundo antiguo.
Era una unidad de medida utilizada por Solón para construir el sistema timocrático de la base de la sociedad ateniense (594 a. C.). Representaba a la unidad de recursos primarios (alimentos) que se podían producir por la comunidad.
Servía sobre todo para evaluar la cantidad de productos alimentarios: se usaba para medir cantidades de los diferentes alimentos típicos de la dieta griega mediterránea (vegetales, vino, aceite, pescado o carne). Pertenecía al sistema de pesos y medidas de Corinto, adoptado por Atenas o Megara, entre otras polis (ciudades).

## Partes y equivalencias
Un medimno tenía los siguientes divisores: 
- el triteo (un tercio),
- el hecteo (un sexto = 8,64 l),
- el hemiecto (un doceavo = 4,32 l),
- el quénice (un cuadragésimo octavo = 1,08 l), y
- el cótilo (0,27 l).[3]

## Variaciones regionales
En el Ática el medimno (que correspondía a 192 cótilos) era equivalente a aproximadamente 51,84 l, porque en el sistema ático de medidas el cótilo ático equivalía a 0,27 litros.
Equivalía a 2 pies cúbicos, y el pie ático tenía un valor de 0,30825 metros, lo que daba un resultado para dicha medida de 51,84 litros. Según Dörpfeld el pie ático equivalía exactamente a 0,2957 metros, un valor de 51,72 litros.
En la Esparta clásica valía de 71,16 a 77,58 litros. Esta última medida era la que se empleaba en la isla de Egina.

## Variaciones históricas
Con la reforma que se introdujo hacia el siglo II a. C. el medimno alcanzó un valor de 58,92 litros, permaneciendo los mismos divisores  que en el sistema anterior, excepto el cótilo que era ahora la 238.ª parte del medimno.
El problema reside en la conversión a peso. Se pensaba que un medimno equivalía a cuarenta kilos de trigo. Se descubrió un documento que indica que en realidad, correspondía a 31 kg de trigo (27 kg de cebada). Esta diferencia cuestiona por ejemplo la duración de los tributos cuyo pago se conoce en medimnos.
Se cree que un varón adulto del siglo VI a. C. necesitaba consumir 8 medimnoi al año para mantenerse y trabajar. Calculando una cantidad algo menor para una mujer o niño, podemos deducir que una familia de padre, madre y tres niños necesitaría 25 medimnoi de cereal para alimentarse. Por lo tanto, un ciudadano que tributara lo mínimo exigido para pertenecer a la clase de los pentakosiomedimnoi producía para alimentar a 20 familias.
Según Heródoto, el sátrapa de Asiria Tritantecmes, hijo de Artabazo I, producía cada día para el rey aqueménida Jerjes II, una artaba llena de plata. Precisa el historiador de Halicarnaso que la artaba era una medida persa con una capacidad de tres quénices áticos, más que el medimno ático, equivaliendo a 55 litros.
Según Polibio, en el ejército romano de la época de las guerras púnicas «la ración de víveres de un soldado de infantería es de dos terceras partes de un medimno ático, y el de un jinete, de siete medimnos mensuales de cebada y dos de trigo. La ración de la infantería aliada es la misma, la de los jinetes, de un medimno y un tercio de trigo y cinco de cebada».